# 梅尔拉
梅尔拉（法語：Merlas，法語發音：[mɛʁla]）是法国伊泽尔省的一个市镇，属于拉图尔迪潘区。

## 地理
梅尔拉（45°26'41"N, 5°39'46"E）面积15.64 平方千米，位于法国奥弗涅-罗讷-阿尔卑斯大区伊泽尔省，该省份为法国东南部内陆省份，北起顺时针与安省、萨瓦省、上阿尔卑斯省、德龙省、阿尔代什省、卢瓦尔省和罗讷省。
与梅尔拉接壤的市镇（或旧市镇、城区）包括：圣比埃伊、圣尼古拉德马什兰、瓦桑、马雪、米里贝勒莱塞谢勒、圣奥普尔、圣茹瓦尔-昂瓦尔代讷。

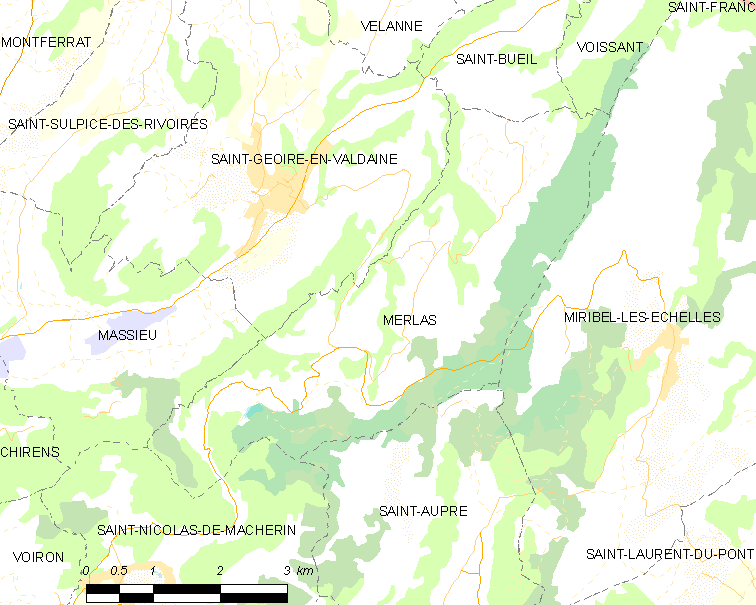
梅尔拉的OSM定位图

梅尔拉的时区为UTC+01:00、UTC+02:00（夏令时）。

## 行政
梅尔拉的邮政编码为38620，INSEE市镇编码为38228。

## 政治
梅尔拉所属的省级选区为沙特勒斯-吉耶县。

## 人口

1962-2008年间梅尔拉人口变化图示

梅尔拉于2022年1月1日时的人口数量为466人。